# 吉灿升故居
吉灿升故居位于中国陕西省渭南市韩城市金城街道箔子巷东段南侧，是韩城老城区保存较好的传统民居四合院建筑，名人故居，已列为陕西省文物保护单位。

## 历史
吉灿升故居建于清晚期，房主吉灿升，字剑华，清咸丰十一年（1861年）拔贡出身，同治十年（1871年）任山东平度州知州，光绪二十年（1894年）署济东泰武临道，1895年升山东盐运使、光绪二十四年（1898年）升任山东按察使。民国时期西安市长买下东院，1949年以后充公，1990年代曾孙吉昌年买回祖业。

## 建筑
吉灿升故居坐南向北，保存完整，并列东、西两院。门外均有上马石、拴马桩。东院额题“世科第”、“履中蹈和”。西院门额题“诵清芬”，大学士朝邑人闫景铭手书。

## 保护
2008年9月16日，吉灿升故居由陕西省人民政府公布为第五批陕西省文物保护单位，编号5-3-22。